# Evil Masquerade
Evil Masquerade是於2003年所創立的丹麥樂隊， 其創作的音樂類型為Theatrical Metal，該樂隊至今仍處於活躍狀態。

## 歷史簡介
2003年夏，瑞典結他速彈大師Henrik Flyman（Lacrimosa，前Wuthering Heights，Moahni Moahna，Zool）於哥本哈根創立了Evil Masquerade。如同其名，Evil Masquerade最初是以劇場、音樂劇等元素為基礎。第一張專輯《Welcome to the Show》於2004年發行，當時成員為：Henrik Flyman（結他/鍵盤/詞曲創作）、Henrik Brockmann（主音，前Royal Hunt）、Dennis Buhl（鼓手，現於Hatesphere）、以及Kasper Gram（低音電結他）。專輯推出不久，就已獲得國際注視、並登上日本唱片銷售榜第八名。
一年後、第二張專輯《Theatrical Madness》面世。
不久，樂隊成員亦有所變動：新主音Apollo Papathanasio和低音結他手Thor Jappese加入及取代舊成員，並與Flyman及Buhl錄製第三張專輯：《Third Act》。2006年此專輯於歐、亞兩洲發行；翌年《Third Act》於美國這個更為廣大的市場正式發行、使樂隊成就更上一層樓。
其後，Flyman一直專注創作第四張專輯《Fade To Black》。除了主音Apollo跟Flyman本人，其餘兩位皆為新成員：Daniel Flores（鼓手，Mind's Eye, Tears of Anger, ZooL）、Johan Niemann（低音結他手，, Hubi Meisel, Demonoid, Mind's Eye)。Tony Carey(Rainbow）亦於〈Lights Out〉一曲作客席鍵盤演奏。專輯於2008/2009年順利發行。

### 現任成員
- Henrik Flyman - 結他/鍵盤/創作
- Apollo Papathanasio – 主音 (自2005年)
- Daniel Flores – 鼓手 (自2008年)
- Johan Niemann – 低音結他　(自2008年)

### 客席樂手/前成員
- Tony Carey – 鍵盤 (2008年)
- David Rosenthal -鍵盤(2006年)
- Mats Olausson -鍵盤　(2004年)
- Richard Andersson -鍵盤　(2004-2007)
- André Andersen -鍵盤　(2004-2005)
- Dennis Buhl – 鼓手 (2003-2008)
- Thor Jeppesen -低音結他(2005-2008)
- Kasper Gram -低音結他(2003-2005)
- Henrik Brockmann – 主音 (2003-2005)

## 專輯作品
- Welcome to the Show (2004)
- Theatrical Madness (2005)
- Third Act (2006, 2007 USA)
- Fade To Black (2008 亞洲, 2009)

### 音樂錄像
- "Black Ravens Cry" (2007)
- "Desire and Pain" (2009)

## 連結
- Evil Masquerade 官方網頁（页面存档备份，存于）
- Evil Masquerade (Facebook)（页面存档备份，存于）